# Yangzom Brauen
Yangzom Brauen (* 18. April 1980 in Bern) ist eine Schweizer Schauspielerin, Autorin und Regisseurin.

## Leben
Yangzom Brauen ist die Tochter des Schweizer Ethnologen Martin Brauen und der tibetischen Künstlerin Sonam Dolma. Sie ist in Münchwilen und Bern aufgewachsen. 2001 zog sie nach Berlin, seit 2008 lebt sie in Los Angeles. Dort heiratete sie Ende September 2012 den Unternehmer Hadi Salem.
Yangzom Brauen begann nach der Ausbildung an der Berner Schauspielschule ihre Schauspielkarriere mit kleineren Rollen am Theater und in Schweizer Fernsehproduktionen, bevor sie 2005 in Æon Flux als weiblicher Bösewicht ihr Hollywood-Debüt gab. Seither spielte sie in verschiedenen Independent-Produktionen wie A2Z oder Asudem von Daryush Shokof und erhielt eine Nebenrolle in Wilde Salome, Al Pacinos Adaption von Oscar Wildes Drama Salomé. In Cargo spielte sie 2009 eine Hauptrolle, ebenso in der Reality-TV-Soap Hallo Hollywood und 2010 im Schweizer Spielfilm Länger Leben.
Daneben setzt Yangzom Brauen sich für eine Befreiung Tibets ein. Ihre Grosseltern flohen nach dem Tibetaufstand 1959 mit ihrer damals sechsjährigen Mutter aus Tibet. Im September 2009 ist ihr Buch über ihre Familiengeschichte mit dem Titel Eisenvogel im Heyne Verlag erschienen. In Maria Blumencrons Film Wie zwischen Himmel und Erde (2012) über die Flucht aus Tibet spielt sie eine Hauptrolle.
In den Schlagzeilen stand Yangzom Brauen vor allem wegen ihrer Verhaftung durch die russische Spezialpolizei in Moskau, als sie im März 2001 vor dem IOC-Gebäude gegen die Wahl Chinas zum Olympia-Gastland 2008 demonstrierte. Sie verbrachte dort eine Nacht im Gefängnis.
Heute besucht sie einmal wöchentlich einen Tempel und ist Mitglied der «Tibet Connection», die monatlich eine Radiosendung zum Thema in Los Angeles veröffentlicht. Für die Berner Zeitung schrieb sie Anfang 2009 eine Kolumne mit dem Titel L.A. Confidential.
2013 war sie Regisseurin und Produzentin der Schweizer Komödie Who Killed Johnny mit Melanie Winiger, Max Loong und Carlos Leal.

## Filmografie (Auswahl)
als Schauspielerin
- 2000: Mannezimmer (TV, 3 Folgen)
- 2000: Usfahrt – Joy Ride
- 2001: Schluss mit lustig! (TV)
- 2004: Heimkehr
- 2004: Oeschenen (TV)
- 2005: Æon Flux
- 2006: Meine bezaubernde Nanny (TV)
- 2006: A2Z
- 2006: Asudem
- 2009: Cargo
- 2009: Hallo Hollywood (TV, 21 Folgen)
- 2009: Pandorum
- 2009: The Mandala Maker
- 2010: Länger Leben
- 2011: Wilde Salome
- 2012: Wie zwischen Himmel und Erde
- 2013: Who Killed Johnny
- 2014: Der letzte Bulle
- 2018: Der Bestatter (Fernsehserie)

als Regisseurin
- 2002: Pilgerreise im Exil – Tibet auf den Spuren Buddhas
- 2009: Hallo Hollywood
- 2013: Who Killed Johnny
- 2019: Hawaii Five-0 (Fernsehserie, Folge 10x05)
- 2020: Navy CIS: L.A. (Folge 12x04)
- 2021: Magnum P.I. (Fernsehserie, 2 Folgen)

## Buch
- Eisenvogel. Drei Frauen aus Tibet – Die Geschichte meiner Familie. Heyne, München 2009; Taschenbuch ebd. 2010, ISBN 978-3-453-64526-4
- Across Many Mountains: A Tibetan Family's Epic Journey from Oppression to Freedom. St.Martins Press, New York September 27, 2011; Taschenbuch ebd. 2012, ISBN 0312600135
- Sneeuwland -Drie dochters van Tibet - Een familiegeschiedenis. Boekerij, Holland 2010; ISBN 9022553965
- Il mio Tibet. Rizzoli, Italien 2010; ISBN 9788817041553
- Tiibetin Tyttäret. Ajatus Kirjat, Finland 2011; ISBN 9789512084180
- Raudling Kolm Tiibeti Naist. Sinisukk, Estland 2011; ISBN 9789949148530
- J'ai franchi tant de montagnes. Presses de la Cite, Paris 2011; ISBN 9782258082045
- Across Many Mountains: Three Daughters of Tibet. Harvill Press, London 2011; ISBN 978-1846553448
- En las montañas del Tíbet. Aguilar, Spanien 2013; ISBN 9788403012875